# Furious 7
Furious 7 (titulada: Fast & Furious 7 en España y Rápidos y furiosos 7 en Hispanoamérica) es una película de acción estadounidense de 2015 dirigida por James Wan y protagonizada por Vin Diesel, Paul Walker, Dwayne Johnson, Michelle Rodríguez, Jordana Brewster, Tyrese Gibson, Chris "Ludacris" Bridges y Jason Statham. 
Es el séptimo film de la saga, The Fast and the Furious, y también la secuela paralela de la película, Fast & Furious 6, así como también de su spin-off, The Fast and the Furious: Tokyo Drift.
Esta película fue dedicada al actor Paul Walker, tras fallecer en noviembre de 2013 por un accidente de tránsito.
Los planes para una séptima entrega se anunciaron por primera vez en febrero de 2012 cuando Johnson declaró que la producción de la película comenzaría después de la finalización de Fast & Furious 6. En abril de 2013, Wan, predominantemente conocido por las películas de terror, fue anunciado para dirigir la película. El casting comenzó a mostrar los retornos de Diesel y Walker ese mismo mes. La fotografía principal comenzó en septiembre en Atlanta y terminó en julio de 2014 después de reanudarse en abril para permitir que los hermanos de Paul, Caleb y Cody, completaran las escenas restantes de la película, que se retrasó hasta su fecha de estreno actual; con otros lugares de rodaje, incluidos Los Ángeles, Colorado, Abu Dabi y Tokio.
La película se estrenó en Los Ángeles el 1 de abril de 2015 y se estrenó en cines en los Estados Unidos el 3 de abril. Tras su estreno, la película se convirtió en un éxito crítico y financiero, con elogios dirigidos a las secuencias de acción de la película y su emotivo tributo a Walker. Recaudó $397.6 millones en todo el mundo durante su primer fin de semana, que fue el segundo más alto de todos los tiempos. La película recaudó más de $1.5 mil millones en todo el mundo, lo que la convierte en la película más taquillera de la franquicia después de solo doce días, la tercera película más taquillera de 2015 y la cuarta película más taquillera de todos los tiempos en el momento del lanzamiento.
La secuela, The Fate of the Furious, fue lanzada en abril de 2017. Furious 7 está en el top 8 de las 50 mejores películas de Acción de la historia del cine de la revista de Fotogramas.

## Argumento
Tras derrotar a Owen Shaw en Londres y conseguir el indulto por sus crímenes pasados, Dominic "Dom" Toretto, Brian O'Conner y el equipo han regresado a Estados Unidos para llevar una vida normal. Dom intenta ayudar a Leticia "Letty" Ortiz a recuperar la memoria, mientras Brian se acostumbra a la vida como padre.
Mientras tanto, el hermano mayor de Owen, Deckard Shaw, irrumpe en el hospital donde está ingresado el comatoso Owen en Londres, antes de irrumpir en la oficina de campo del DSS en Los Ángeles para extraer los perfiles del equipo de Dom. Tras revelar su identidad, Deckard lucha contra el agente del DSS Luke Hobbs y escapa, detonando una bomba que hiere gravemente a Hobbs. Dom se entera más tarde por su hermana, Mia Toretto, de que está embarazada de nuevo y la convence para que se lo diga a Brian. Sin embargo, una carta bomba enviada por Deckard, que al parecer ha matado a Han Lue en Tokio, explota y destruye la casa de los Toretto. Dom viaja a Tokio para recuperar el cuerpo de Han y adquiere de Sean Boswell los objetos encontrados en el lugar del accidente.
Mientras Dom, Brian, Tej Parker y Roman "Rome" Pearce lloran a Han y a Gisele Yashar en el funeral de Han en Los Ángeles, Dom descubre a Deckard espiándoles y se enfrenta a él en un túnel subterráneo, pero Deckard huye cuando un equipo de operaciones encubiertas, liderado por el agente del gobierno Sr. Don Nadie, llega y abre fuego. Don Nadie le dice a Dom que les ayudará a detener a Deckard si le ayuda a recuperar el Ojo de Dios, un programa informático capaz de rastrear a un individuo concreto utilizando cualquier cosa de una red digital, y a salvar a su creadora, Megan Ramsey, del terrorista nigeriano Mose Jakande. 
El equipo lanza desde el aire sus coches todoterreno modificados sobre las montañas del Cáucaso, específicamente en Azerbaiyán, tiende una emboscada al convoy de Jakande y rescata a Ramsey. Se dirigen a las Torres Etihad en Abu Dhabi y roban la unidad flash que contiene el chip del Ojo de Dios a un multimillonario escondido en un W Motors Lykan HyperSport.
Con el Ojo de Dios asegurado, Dom, Brian, Don Nadie y su equipo lo utilizan para dar caza a Deckard hasta una fábrica abandonada, pero son emboscados por Jakande y sus secuaces, que se han aliado con Deckard, y son obligados a huir mientras Jakande obtiene el Ojo de Dios.
Mientras que el Sr. Don Nadie es evacuado, el equipo regresa a Los Ángeles, donde Dom planea luchar solo contra Deckard, mientras Letty, Brian, Tej y Roman deciden proteger a Ramsey de Jakande. Más tarde, Brian promete a Mia que se dedicará por completo a su familia después de derrotar a Deckard y Jakande, y se siente motivado para volver a casa después de que Mia revele su embarazo.
Mientras Jakande persigue a Brian y al resto del equipo con un helicóptero furtivo y un dron aéreo, Ramsey intenta piratear el Ojo de Dios. Al descubrir la situación, Hobbs sale del hospital y destruye el dron con una ambulancia. Tras enfrentarse y matar a Kiet, el secuaz de Jakande, Brian secuestra una torre repetidora de señal que permite a Ramsey recuperar el control del Ojo de Dios y apagarlo. 
Mientras tanto, Dom y Deckard se enzarzan en una pelea en lo alto de un aparcamiento público. Jakande interviene y ataca a ambos; Dom aprovecha la distracción para derrotar a Deckard haciendo que parte del aparcamiento se derrumbe bajo él. 
Dom intenta estrellar su Dodge Charger contra el helicóptero de Jakande; deja una bolsa de granadas en el helicóptero y se estrella contra los escombros del garaje. Hobbs dispara las granadas, destruyendo el helicóptero y matando a Jakande. 
Después de que Brian y Hobbs ayuden a Letty a sacar el cuerpo inconsciente de Dom, ella lo acuna y le dice que ha recuperado totalmente la memoria y que ha recordado su boda, tras lo cual Dom despierta del coma. Deckard es detenido por Hobbs y la CIA, siendo encerrado en una prisión de sitio negro.
El resto del equipo se relaja en una playa tropical. Brian y Mia juegan con su hijo Jack mientras Dom, Letty, Roman, Tej y Ramsey observan, reconociendo que Brian está felizmente retirado con su familia. Dom se aleja en coche y Brian le alcanza. Mientras Dom recuerda sus momentos con Brian, los dos se despiden y se marchan en direcciones separadas.
La imagen se desvanece a un fondo blanco, para mostrar la frase "For Paul" (Para Paul), dedicando la cinta a la memoria de Paul Walker.

## Reparto
- Vin Diesel es Dominic "Dom" Toretto.
- Paul Walker es Brian O'Conner.
- Dwayne Johnson es Luke Hobbs.
- Michelle Rodriguez es Leticia "Letty" Ortiz.
- Jason Statham es Deckard Shaw.
- Jordana Brewster es Mia Toretto.
- Chris "Ludacris" Bridges es Tej Parker.
- Nathalie Emmanuel es Megan Ramsey.
- Tyrese Gibson es Roman "Rome" Pearce.
- Elsa Pataky es Elena Neves.
- Tony Jaa es Kiet.
- Ronda Rousey es Kara.
- Kurt Russell es Agente Frank Petty / Sr. Don Nadie.[7]
- Lucas Black es Sean Boswell (cameo).
- Bow Wow es Twinkie (cameo).
- Nathalie Kelley es Neela (cameo).
- Brian Tee es D.K. Takashi (cameo).
- Noel Guglielmi es Héctor.
- Sung Kang es Han Seoul-Oh (cameo).
- Gal Gadot es Gisele Yashar (cameo en el momento que Sean le entrega a Dom una foto de ella y en escena eliminada cuando salva a Letty después del choque donde supuestamente murió y la lleva a una clínica/hospital y sigue viva en la decíma pelicula).
- Djimon Hounsou es Mose Jakande.
- Ali Fazal es Safar.
- John Brotherton es Sheppard.
- Luke Evans es Owen Shaw (cameo).
- Romeo Santos es Armando (cameo).
- Iggy Azalea es Ella misma (cameo).
- T-Pain es Dj en Abu Dabi (cameo).
- Eden Estrella es Samantha Hobbs.
- Cody y Caleb Walker son Brian O'Conner (en las escenas que su fallecido hermano, Paul Walker no terminó de grabar).

## Doblaje
| Actor                    | Personaje                          | Actor/Actriz de doblaje · México                                    | Actor/Actriz de doblaje · España |
| ------------------------ | ---------------------------------- | ------------------------------------------------------------------- | -------------------------------- |
| Paul Walker              | Brian O'Conner                     | Ricardo Tejedo                                                      | Daniel García                    |
| Vin Diesel               | Dominic "Dom" Toretto              | Idzi Dutkiewicz                                                     | Juan Carlos Gustems              |
| Dwayne Johnson           | Agente Luke Hobbs                  | Juan Carlos Tinoco                                                  | Jordi Boixaderas                 |
| Jason Statham            | Deckard Shaw                       | Óscar Flores                                                        | Juan Antonio Bernal              |
| Michelle Rodríguez       | Leticia "Letty" Ortiz              | Erica Edwards                                                       | Graciela Molina                  |
| Jordana Brewster         | Mia Toretto                        | Mayra Arellano                                                      | Joël Mulachs                     |
| Chris "Ludacris" Bridges | Tej Parker                         | Raúl Anaya                                                          | José Luis Mediavilla             |
| Nathalie Emmanuel        | Megan Ramsey                       | Carla Castañeda                                                     | Olga Velasco                     |
| Tyrese Gibson            | Roman "Rome" Pearce                | Sergio Gutiérrez Coto                                               | Carlos di Blasi                  |
| Romeo Santos             | Armando                            | César Garduza                                                       |                                  |
| Elsa Pataky              | Elena Neves                        | Mireya Mendoza                                                      | Ana Pallejá                      |
| Tony Jaa                 | Kiet                               |                                                                     | Luis García Márquez              |
| Ronda Rousey             | Kara                               |                                                                     | Marta Colomer                    |
| Kurt Russell             | Agente Frank Petty / Sr. Don Nadie | Arturo Mercado                                                      | Salvador Vidal                   |
| Lucas Black              | Sean Boswell                       | Carlo Vázquez Enrique Cervantes (mediante el largometraje en Tokio) | Raúl Llorens                     |
| Bow Wow                  | Twinkie                            | Moisés Iván Mora Víctor Ugarte (mediante el largometraje en Tokio)  |                                  |
| Noel Guglielmi           | Héctor                             | Mauricio Pérez                                                      | Óscar Ruiz                       |
| Djimon Hounsou           | Mose Jakande                       | Enrique Cervantes                                                   | Alfonso Vallés                   |
| Ali Fazal                | Zafar                              | José Antonio Macías                                                 | Xavier Fernández                 |
| John Brotherton          | Sheppard                           | Raúl Solo                                                           | Sergio Mesa                      |
| Eden Estrella            | Samantha Hobbs                     | Varenka Castillo                                                    | Lourdes Fabrés                   |

## Recepción

### Taquilla
Fue la tercera película más taquillera de 2015, sólo detrás de Star Wars: Episodio VII - El despertar de la Fuerza y Jurassic World.

### Crítica
Furious 7 recibió críticas sumamente positivas tanto de la crítica especializada como de la audiencia. En el portal "Rotten Tomatoes" la película obtuvo una aprobación del 82% con una puntuación de 6.71/10 basada en 272 reseñas, mientras que por parte de la audiencia obtuvo una aprobación también del 82 % con una puntuación de 4.1/5 basada en 195,012 reseñas.
El consenso crítico arroja que "Furious 7 ofrece una nueva ronda de emociones exageradas y agrega un peso dramático inesperado, mantiene a la franquicia en movimiento en más de un sentido".
En el portal Metacritic la película tiene una puntuación de 67 sobre 100 indicando "reseñas generalmente favorables".

## Premios y nominaciones
| Año  | Premiación                                          | Categoría                                                             | Receptor                                                                              | Resultado | Ref    |
| ---- | --------------------------------------------------- | --------------------------------------------------------------------- | ------------------------------------------------------------------------------------- | --------- | ------ |
| 2015 | Teen Choice Awards                                  | Mejor película de acción                                              | Rápidos y furiosos 7                                                                  | Ganadora  | [ 8 ]  |
| 2015 | Teen Choice Awards                                  | Mejor actor de película de acción                                     | Vin Diesel                                                                            | Nominado  | [ 8 ]  |
| 2015 | Teen Choice Awards                                  | Mejor actor de película de acción                                     | Paul Walker                                                                           | Ganador   | [ 8 ]  |
| 2015 | Teen Choice Awards                                  | Mejor actriz de película de acción                                    | Michelle Rodríguez                                                                    | Nominada  | [ 8 ]  |
| 2015 | Teen Choice Awards                                  | Mejor actriz de película de acción                                    | Jordana Brewster                                                                      | Nominada  | [ 8 ]  |
| 2015 | Teen Choice Awards                                  | Mejor villano de película                                             | Jason Statham                                                                         | Nominado  | [ 8 ]  |
| 2015 | Teen Choice Awards                                  | Mejor química                                                         | Vin Diesel, Paul Walker, Michelle Rodríguez, Tyrese Gibson, Dwayne Johnson y Ludacris | Nominados | [ 8 ]  |
| 2015 | Teen Choice Awards                                  | Mejor canción en una película                                         | "See you again"                                                                       | Ganadora  | [ 8 ]  |
| 2016 | People's Choice Awards                              | Película favorita                                                     | Rápidos y furiosos 7                                                                  | Ganadora  | [ 9 ]  |
| 2016 | People's Choice Awards                              | Película de acción favorita                                           | Rápidos y furiosos 7                                                                  | Ganadora  | [ 9 ]  |
| 2016 | People's Choice Awards                              | Actor de película de acción favorito                                  | Vin Diesel                                                                            | Nominado  | [ 9 ]  |
| 2016 | People's Choice Awards                              | Actriz de película de acción favorita                                 | Michelle Rodríguez                                                                    | Nominada  | [ 9 ]  |
| 2016 | Critic's Choice Awards                              | Mejor canción original                                                | "See you again"                                                                       | Ganadora  | [ 10 ] |
| 2016 | Critic's Choice Awards                              | Mejor película de acción                                              | Rápidos y furiosos 7                                                                  | Nominada  |        |
| 2016 | Globos de Oro                                       | Mejor canción original                                                | "See you again"                                                                       | Nominada  | [ 11 ] |
| 2016 | Sociedad de Críticos de Cine de Houston             | Mejor canción original                                                | "See you again"                                                                       | Nominada  |        |
| 2016 | Premios del Gobierno de actores de pantalla         | Actuación excepcional de un conjunto de especialistas en una película | Rápidos y furiosos 7                                                                  | Nominada  |        |
| 2016 | Sociedad de Críticos de cine de Las Vegas           | Mejor canción original                                                | "See you again"                                                                       | Ganadora  |        |
| 2016 | MTV Movie Awards                                    | Mejor actuación de acción                                             | Vin Diesel                                                                            | Nominado  | [ 12 ] |
| 2016 | MTV Movie Awards                                    | Reparto de conjunto                                                   | Rápidos y furiosos 7                                                                  | Nominada  | [ 12 ] |
| 2016 | Satellite Awards                                    | Mejor canción original                                                | "See you again"                                                                       | Nominada  | [ 13 ] |
| 2016 | Premios Saturn                                      | Mejor película de acción o aventura                                   | Rápidos y furiosos 7                                                                  | Ganadora  | [ 14 ] |
| 2016 | Premios Saturn                                      | Mejor edición                                                         | Rápidos y furiosos 7                                                                  | Nominada  | [ 15 ] |
| 2016 | Premios Saturn                                      | Mejor edición para DVD o Blue Ray                                     | Rápidos y furiosos 7 (versión extendida)                                              | Nominada  | [ 15 ] |
| 2016 | Asociación de críticos de cine de St. Louis Gateway | Mejor canción original                                                | "See you again"                                                                       | Ganadora  |        |
| 2016 | Sociedad de Efectos Visuales                        | Efectos visuales excepcionales                                        | Rápidos y furiosos 7                                                                  | Nominada  |        |

## Automóviles
- Maserati Ghibli S de 2013 (blanco) de Deckard "Ian" Shaw.
- 2013 Maserati Ghibli S (gris oscuro) de Deckard "Ian" Shaw.
- Chrysler Town & Country Limited de 2014 de Brian O'Conner.
- Dodge Charger R/T Hemi de 1970 de Dominic "Dom" Toretto.
- Subaru Impreza WRX STi Hatchback de 2009 de Brian O'Conner.
- Dodge Challenger R/T 2014 de Leticia "Letty" Ortiz.
- Chevrolet Camaro Z/28 de 1969 de Roman "Rome" Pearce.
- Jeep Wrangler JK 2007 de Tej Parker.
- Mercedes-Benz Clase S W140 de 1992 de Deckard "Ian" Shaw.
- Mazda RX-7 FD3S Veilside de 1997 de Han Seoul-Oh.
- Mitsubishi Lancer Evolution IX de 2006 de Sean Boswell.
- Nissan 350Z de 2002 de D.K. Takashi.
- Bugatti Veyron 16.4 de 2013 de Roman "Rome" Pearce.
- Ferrari 458 Italia de 2010 de Tej Parker.
- McLaren MP4-12C de 2012 de Brian O'Conner.
- Dodge Charger R/T de 2015 de Dominic "Dom" Toretto.
- Dodge Viper SRT de 2008 de Leticia "Letty" Ortiz.
- Chevrolet Caprice de 1987 de Roman "Rome" Pearce y Tej Parker.
- Audi R8 42 de 2010 de Audi Driver Car.
- Plymouth Road Runner de 1970 (naranja) de Dominic "Dom" Toretto.
- Plymouth Road Runner de 1970 (plata) de Dominic "Dom" Toretto.
- Nissan 240SX de 1998 de Sean Boswell.
- Aston Martin DB9 de 2013 de Deckard "Ian" Shaw.
- Plymouth Barracuda AAR Hemi de 1971 de Dominic "Dom" Toretto y Leticia "Letty" Ortiz.
- W Motors Lykan HyperSport de 2014 de Brian O'Conner y Dominic "Dom" Toretto.
- Lamborghini Aventador LP 700-4 de 2011 de Deckard "Ian" Shaw.
- Nissan GT-R Black Edition de 2012 de Brian O'Conner.
- Dodge Charger R/T de 1970 de Dominic "Dom" Toretto.
- Toyota Supra de 1994 de Brian O'Conner (visto en el homenaje al final de la película).
- Dodge Charger R/T de 1968 de Dominic "Dom" Toretto.

## Producción

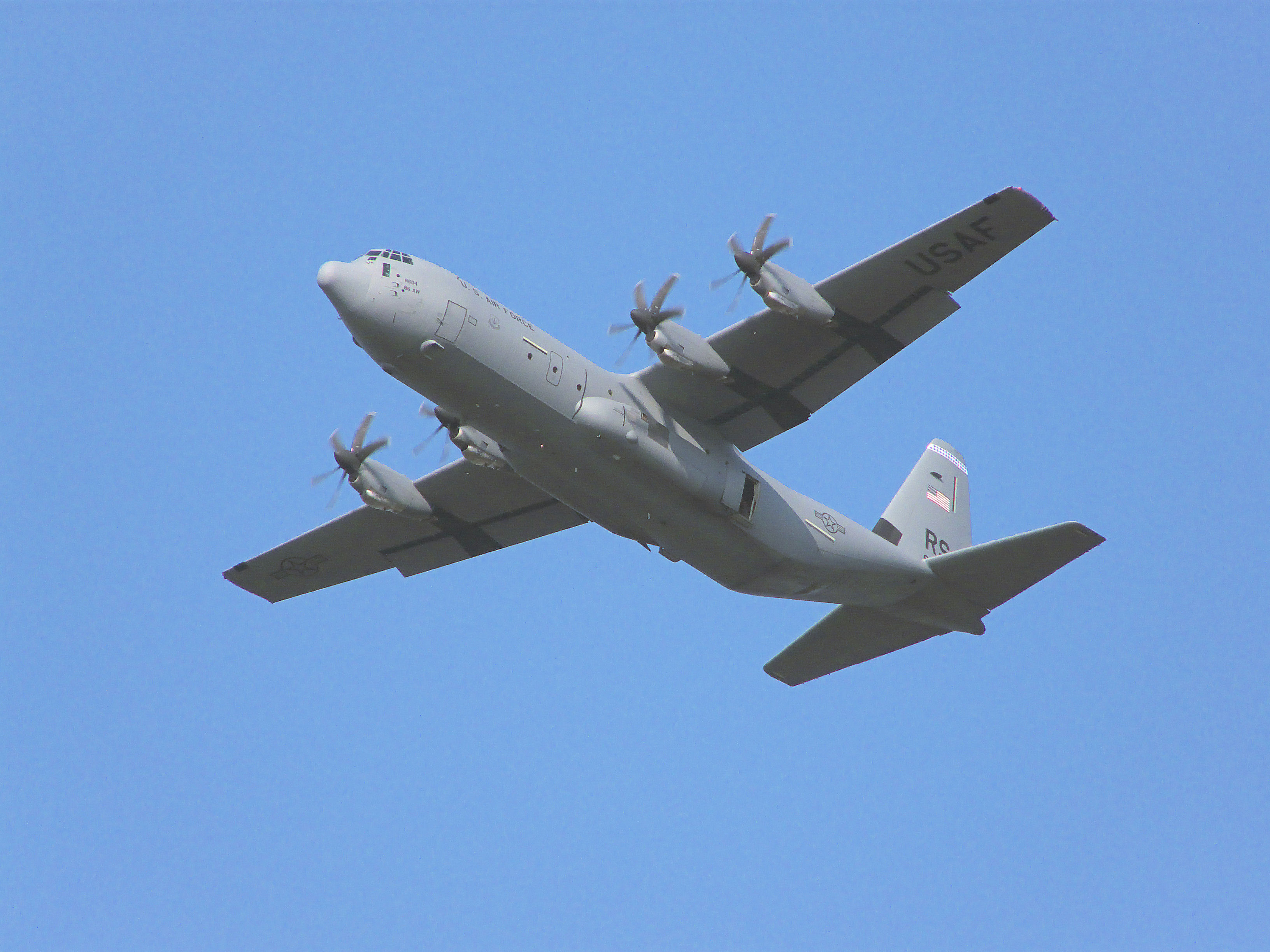
Avión Lockheed C-130 Hercules usado en la película para transportar los vehículos, que caerían desde una altura de sobre el desierto de Sonora, haciendo que estos cayeran en picada a una velocidad de aproximadamente.

El 4 de abril de 2013, Justin Lin, director de la franquicia desde The Fast and the Furious: Tokyo Drift (2006), anunció que no iba a volver a dirigir para un Fast & Furious 7, ya que el estudio quería producir la película de una manera acelerada, para que el lanzamiento se dé en el verano de 2014. Lo que habría requerido que Lin comenzase la preproducción de la secuela aún durante la posproducción de Fast & Furious 6, lo que él consideraba que afectaría la calidad del producto final. A pesar de la habitual brecha de dos a tres años entre las entregas anteriores, Universal optó por seguir una secuela más rápido debido a que tienen un menor número de franquicias fiables que sus estudios de la competencia. También en abril, James Wan, conocido principalmente por dirigir las películas de terror, se anunció como el nuevo director de la secuela, con los regresos de Moritz a producción y de Morgan a la escritura del guion, su quinto en la serie. Diesel y Walker también fueron confirmados para regresar a los roles estelares.
Johnson dijo que si Universal sigue con el desarrollo acelerado de la séptima película, él no podría participar debido a conflictos de su agenda con el rodaje de Hercules: The Thracian Wars. Sin embargo, confirmó que regresará para la película. El 16 de abril de 2013, Diesel anunció que la secuela tendría su lanzamiento el 11 de julio de 2014, con una producción programada para comenzar en agosto de 2013. En mayo de 2013, Diesel dijo que la secuela presentará a Los Ángeles, Tokio y Abu Dabi como ubicaciones.
Kurt Russell había confirmado su participación en esta entrega de la saga. Inicialmente se hizo referencia al personaje que iba a interpretar, con el nombre de Frank Petty. Sin embargo y a pocas semanas de estrenarse la película, en una entrevista el propio Russell confirmó que su personaje iba a ser conocido simplemente como "Mr. Nobody" (Don Nadie, en español). Finalmente, esto último terminó siendo concreto, dejando la verdadera identidad de Mr. Nobody como un misterio.
La producción lanzó el primer adelanto exclusivo (sólo disponible en las versiones DVD y Blu-ray de Fast & Furious 6) donde se muestra la escena en el funeral de Han (Sung Kang) y personas reunidas para conmemorar a su amigo y también están Dominic "Dom" Toretto (Vin Diesel), Brian O'Conner (Paul Walker), Roman "Rome" Pearce (Tyrese Gibson) y Tej Parker (Chris "Ludacris" Bridges) recordando la memoria de su fallecido miembro. Durante la escena Dom sube a la tumba y dice las siguientes palabras: "Siempre serás mi hermano Han, él (Deckard Shaw) te puso en esta tumba, así que ahora haremos lo mismo con él", y baja de la tumba. Roman dice "No quiero hacer más funerales" y Tej le dice que "Primero Han, y ahora Hobbs está inmovilizado". Y mientras que Dom nota la llegada de un hombre misterioso en su auto, Tej le dice a Brian que "Saben que él nos está observando, ¿verdad?". Brian dice: "Eso espero, quiere decir que está cerca." y al final Roman le dice: "Sólo hazme una promesa Brian, no más funerales" y Brian le responde diciendo: "Sólo uno más, el suyo", mientras que al final Dom sigue al coche misterioso.
El rodaje comenzó a principios de septiembre de 2013 y se suspendió el 4 de diciembre del mismo año, debido a la muerte de Walker. El rodaje se reanudó el 1 de abril de 2014 y finalizó el 10 de julio del mismo año. El 1 de noviembre de 2014, se presentó oficialmente el tráiler. En el Super Bowl XLIX se presentó un spot de esta película y el 5 de febrero de 2015, se presentó el segundo tráiler. En febrero de 2015, se confirmó que el filme sería estrenado en IMAX.
Paul Walker no pudo terminar de grabar sus escenas debido a su fallecimiento inesperado en un accidente de tránsito el 30 de noviembre de 2013, por lo que tiene una despedida y homenaje al final de la película.

## Banda sonora
La partitura musical fue compuesta por Brian Tyler, quien ya había compuesto para la tercera, cuarta y quinta entregas de la serie."Hay un componente emocional en Fast & Furious 7 que es único", dijo Tyler sobre su puntuación y experiencia. "Creo que la gente realmente va a ser sorprendida por ella." Un álbum de la banda sonora de la película fue lanzada por Atlantic Records el 17 de marzo de 2015.
Las canciones que aparecen en la película incluyen: 
- "Go Hard or Go Home" (Wiz Khalifa & Iggy Azalea)[21]
- "Ride Out" (Kid Ink, Tyga, Wale, YG & Rich Homie Quan)[22]
- "My Angel" (Prince Royce)
- "Get Low" (Dillon Francis & DJ Snake)
- "Ay Vamos" (J Balvin, Nicky Jam & French Montana)
- "Going Down For Real (GDFR) - (Flo rida - Noodles remix)"
- "Blast Off (David Guetta y Kaz James)
- "See You Again" (Wiz Khalifa & Charlie Puth) [Homenaje de Paul Walker]
- "Meneo" (Fito Blanko)
- "Delirious - Boneless" (Steve Aoki)
- "Turn Down For What" (DJ Snake & Lil Jon)

## Controversia

### Muerte de Paul Walker
El 30 de noviembre de 2013, Paul Walker falleció en un accidente de tránsito cuando se encontraba en camino hacia un evento de caridad para las víctimas del tifón Haiyan en Filipinas, organizado por la ONG Reach Out Wolrdwide, organización de la que Walker era activista. El incidente se produjo cuando Walker acompañaba como copiloto al salvadoreño Roger Rodas, quien perdió el control del coche en el que viajaban, un Porsche Carrera GT, impactando contra un árbol luego de venir circulando a alta velocidad. Como consecuencia de este incidente, el cual fue recibido con dolor por parte de sus compañeros del set, entre ellos Vin Diesel y Tyrese Gibson, comenzó a circular el rumor de que el futuro lanzamiento de la séptima entrega de Rápido y Furioso sería cancelada, por respeto a la memoria del fallecido actor. Por otra parte, otros rumores daban pie a que la grabación de las futuras entregas de la saga iban a continuar, quedando el personaje interpretado por Walker en manos de otros actores. Con el correr de los días, se dio a conocer que las grabaciones del resto de los capítulos de la saga iban a continuar, pero que para las mismas se iba a buscar una salida para el personaje de Brian O'Conner, a modo de respeto a la memoria del actor. Finalmente, la decisión de retirar al personaje interpretado por Walker se terminó concretando, quedando su última aparición en manos del hermano menor de Paul, Cody Walker. La película logró ser estrenada ya que previo a su muerte, Walker ya había grabado la totalidad de las escenas principales de la trama, quedando pendiente la escena final de la misma, la cual terminó siendo modificada para dar pie al retiro de su personaje. Cody Walker, que ya había trabajado en su momento como doble de riesgo de su propio hermano, participó en esas escenas finales, las cuales fueron grabadas como homenaje y despedida para Paul. Para el rodaje de las mismas, se debió recurrir al sistema de animación CGI, mediante el cual se suplantó digitalmente el rostro de Cody por el de su hermano.

### Finalización del rodaje
A principios de 2014 The Hollywood Reporter confirmó que Walker sí aparecería en esta séptima entrega. Según sus fuentes, se ha decidido reutilizar parte del material que ha dejado rodado Walker, si bien el personaje de Brian O'Connor será "retirado" de la historia de una manera tan respetuosa como satisfactoria para con su memoria y los seguidores de la franquicia. Pero sin dar detalles concretos sobre cuáles serán los cambios y cómo serán introducidos en la historia.
Finalmente, el 14 de abril de 2014, la producción anunció la continuidad del personaje de Brian O'Conner en la película hasta finalizar su rodaje. Los rumores que sí indicaban a Cody Walker como reemplazo de su hermano no sólo serían confirmados, sino que además serían reforzados al ser anunciados, tanto su incorporación como la de su hermano Caleb Walker para rodar las últimas escenas que dejó inconclusas Paul tras su muerte. El anuncio fue hecho mediante un comunicado por parte de la producción de la película, afirmando que si bien ambos hermanos continuarán dando vida a Brian en las últimas escenas de esta película, el personaje finalizará su participación a modo de homenaje y despedida, y por respeto a la memoria de Paul Walker.
Finalmente, con todas estas confirmaciones y con el rodaje final del set en marcha, el 11 de julio de 2014 las grabaciones de la película llegaron a su fin. La noticia se dio a conocer a través de Facebook, mediante un comunicado colgado por el propio Vin Diesel, quien agradeció de esta forma a todos los fanáticos de la saga y a todo el personal que hiciera posible la finalización del rodaje de esta película, evocando también a la memoria de Paul. El mensaje, finaliza agradeciendo a los fanáticos y confirmando la fecha del 2 de abril de 2015 como fecha de estreno.

## Homenaje
La película contó con un emotivo homenaje hacia el fallecido Paul Walker. Contó con viejas escenas donde participó a lo largo de la saga. Al final Vin Diesel, le dirigió unas palabras a Paul, una clara referencia.

"No importa dónde estés... A medio kilómetro de distancia o del otro lado del mundo, siempre estarás conmigo y siempre serás mi hermano."
dijo: Vin Diesel.

La película termina con una escena en la que Dominic "Dom" Toretto y Brian O'Conner se van separando por dos caminos distintos, en el cual, Brian O'Conner, tomó el camino que lo lleva hacia el cielo, dando referencia a la tragedia ocurrida el 30 de noviembre de 2013, terminando el homenaje con dos palabras emotivas: "Para Paul", concluyendo así, la historia de Brian O'Conner en esta saga de acción.[cita requerida]